# Йован Дучич
Йован Дучич (серб. Јован Дучић; 5 лютого 1871 — 7 квітня 1943) — сербський поет та письменник, дипломат.
У списку «100 найзнаменитіших сербів» Йован Дучич займає 77 місце.

## Життєпис
Походив з родини торговців. Народився у 1871 році в м. Требинє (на той час Боснійський вілайєт Османської імперії). Його батько Андрій Дучич загинув у 1875 році під час антиосманського повстання. Закінчив початкову школу у рідному місті. Потім родина перебралася в Мостар, де Дучич поступив до ремісничого училища. У 1890—1891 роках навчався у Сараєво, з 1891 до 1893 року — Сомборі.
Після отримання освіти викладав у низці шкіл Боснії та Герцеговини. Зрештою у 1894 році став викладати у монастирській школі в с. Житомісличи (поблизу Мостару). З 1895 до 1899 року працює вчителем у Мостарі. Тоді ж стає членом Сербського поетичного товариства «Гуслі», засновником якого був Алекса Шантич, а також співредактором журналу «Зоря».
У 1899 році поступає на філософський факультет Женевського університету. Згодом продовжив навчання у Парижі. У 1907 році перебирається до Сербії, де працює в Міністерстві закордонних справ. 1910 року отримує посаду аташе у Стамбулі, наприкінці того ж року стає аташе в Софії.
З 1912 до 1926 року працював секретарем, аташе Сербії у Римі, Афінах, Мадриді. З 1926 до 1927 року був повіреним у справах посольства в Каїрі. Представляв Сербію в Лізі Націй у Женеві. Після цього до 1929 року залишив дипломатичну роботу, по тому знову був призначеним повіреним у справах у Каїрі.
У 1931 році обраний членом Сербської королівської академії. У 1932 році отримує посаду посланника у Будапешті. З 1933 до 1937 року був послом у Римі, у 1937 році призначений послом у Бухаресті, а згодом у Мадриді. Після захоплення Югославії Німеччиною вимушений був перебратися до Португалії. Через декілька місяців емігрував до США.
У штаті Іллінойс очолив організацію, що займалася розвитком сербської діаспори штату. На цей час приходиться також активізація літературної діяльності. Помер у 1943 році.

## Творчість
Для поезії характерні замкнутість, індивідуалістичність настрою. Лірика відзначена тонким психологізмом, витонченістю форми, чим сприяла розвитку експресивності поетичної мови, розширенню рамок вірша в сербській поезії.
Найзначущішими є збірки «Вірші» 1901, 1908, 1911 років, «Поезії в прозі. Блакитні легенди» 1908 рік. Салонний світ «маленьких маркіз» аристократичного Дубровника («Дубровницькі поеми») — один з характерних і виразних образів поезії Дучича. Відчуттям життя, тонкою спостережливістю відзначені його найкращі твори про природу (цикл «Адріатичні сонети»). Відгук на події Балканських воєн, питання патріотизму та незалежності країни займає чільне місце у творчості Дучича («Ave Serbia»).
Дучичу належать подорожні нариси «Міста і химери» (1930), есе на філософські, моральні, естетичні теми («Скарб царя Радована», 1932), літературно-критичні статті («Моя поезія»).